# Schweizerfranska
Schweizerfranska (franska français de Suisse) är en variant av franska som talas i de fransktalande delarna av Schweiz. Detta område kallas också för Romandiet (franska Romandie).
Franska är ett av de fyra officiella språken i Schweiz. Kantonerna Bern, Fribourg och Valais är officiellt tvåspråkiga (franska och tyska). Kantonerna som endast är franskspråkiga är Vaud, Neuchâtel, Genève och Jura.

## Speciella särdrag
I schweizerfranska används räkneord på ett annorlunda sätt än i standardfranska:
| Räkneord | Standardfranska  | Schwizerfranska |
| -------- | ---------------- | --------------- |
| 70       | soixante-dix     | septante        |
| 80       | quatre-vingt     | huitante        |
| 90       | quatre-vingt-dix | nonante         |

Schweizerfranska har också lexikala skillnader till standardfranska:
| Schweizerfranska | Standardfranska | Svenska        |
| ---------------- | --------------- | -------------- |
| action           | promotion       | erbjudande     |
| chiquelette      | chewing gum     | tuggummi       |
| linge            | serviette       | handduk        |
| services         | couverts        | bestick        |
| chenis           | désordre        | trassel, oreda |
| collège          | lycée           | gymnasium      |
| bancomat         | guichet         | bankomat       |